# Eupithecia ketama
Eupithecia ketama är en fjärilsart som beskrevs av Claude Herbulot 1981. Eupithecia ketama ingår i släktet Eupithecia och familjen mätare. Inga underarter finns listade i Catalogue of Life.